# The Shepherd's Song
The Shepherd’s Song è una canzone scritta dal compositore inglese Edward Elgar nel 1892 su un testo inglese di Barry Pain. Il manoscritto è datato 22 agosto 1892.

## Storia
La canzone fu pubblicata per la prima volta nel 1895 da Tuckwood come Op. 16 n. 1, poi nel 1896 da Ascherberg. Fu ripubblicata nel 1907 da Ascherberg, Hopwood & Crew, come l'ultimo dei Seven Lieder di Edward Elgar (con parole inglesi e tedesche).
La canzone potrebbe essere la stessa di quella chiamata Muleteer's Song per la quale fu ottenuto il permesso da Barry Pain per l'utilizzo delle parole il 3 marzo 1894.

## Versi
Parole in tedesco di Ed. Sachs.
| Inglese THE SHEPHERD'S SONG Down the dusty road together Homeward pass the hurrying sheep, Stupid with the summer weather, Too much grass and too much sleep, I, their shepherd, sing to thee That summer is a joy to me. Down the shore rolled waves all creamy With the flecked surf yesternight; I swam far out in starlight dreamy, In moving waters cool and bright, I, the shepherd, sing to thee I love the strong life of the sea. And upon the hillside growing Where the fat sheep dozed in shade, Bright red poppies I found blowing, Drowsy, tall and loosely made, I, the shepherd, sing to thee How fair the bright red poppies be. To the red-tiled homestead bending Winds the road, so white and long Day and work are near their ending Sleep and dreams will end my song, I, the shepherd, sing to thee; In the dreamtime answer, answer me, In the dreamtime answer, answer me. | Tedesco DES SCHÄFER'S LIED Auf dem langen Weg, der stäubet, Heim die Herde Schafe eilt, Von der Sommersonn' bestäubet, Von der Weid', wo sie geweilt, Ich, dein Schäfer, singe dir: Der Sommer ist ein' Freude mir. An das Ufer schlugen schäumend Weissgekrönte Wellen an; Ich schwann hinaus, die Nacht träumend, Als sie sich über's Wasser spann; Ich, dein Schäfer, singe dir: Die See ist eine Freude mir. Auf der blum'gen Bergeshalde, Wo die Herde schlafend lag, Fand ich bei dem Saum vom Walde Rote Rosen an dem Hag; Ich, dein Schäfer, singe dir: Wie rot die Rosen leuchten mir. Nach der trauten Hütte wendet Sich der Weg, so lang und weiss, Tag und Arbeit sind vollendet, Bald naht sich der Schlummer leis', Ich, dein Schäfer, singe dir: In dem Traume träume, träum' von mir, In dem Traume träume, träum' von mir. |

## Incisioni
- Songs and Piano Music by Edward Elgar has "The Shepherd's Song"  performed by Mark Wilde (tenor), with David Owen Norris (piano).
- The Songs of Edward Elgar SOMM CD 220 Catherine Wyn-Rogers (soprano) with Malcolm Martineau (piano), at Southlands College, London, April 1999
- free-scores.com